# Johann Georg Krull
Johann Georg Krull (ur. między 1718 a 1720, zm. w 1795) – niemiecki kupiec i społecznik związany z Wrocławiem.
Przyjechał do miasta jako sekretarz Kamery Wojennej i Skarbowej we Wrocławiu (Kriegs- und Domänen  Kammer in Breslau). Rozwinął tu działalność charytatywną, założył towarzystwo opieki nad biednymi rzemieślnikami. Wspierał najuboższą grupę mieszkańców, przy czym częściej wsparcie otrzymywały osoby narodowości polskiej niż inni.
Około roku 1911 uhonorowano pamięć o nim nadając wrocławskiemu zaułkowi Hinterhäuser nazwę Krull Straße; dziś uliczka ta nosi nazwę ul. Psie Budy.